# Динамика моря
Динамика моря — гидросферная характеристика морей, их частей и районов мореплавания, в которой учитываются приливно-отливные течения, морские и прибрежные течения, средний уровень моря и величины приливов, а также высота, скорость, длина и период волны в конкретный день или определенное время для которого важна данная характеристика. Направления и скорость течений, величины приливно-отливных течений (полная вода, их высота и скорость), глубины и особенности волнения отражаются на морских картах, а также на картах волнения моря (фактических и прогнозных), на которых показаны высоты волн в метрах или футах, направления их движения, изолинии равных высот волн, области минимальных и максимальных высот, видимые со спутников характеристики волнения, в том числе длины волн и периоды волн. На картах волнения моря обычно наносятся и погодные явления, в том числе циклоны и антициклоны и их центры, положения фронтальных разделов и другие погодные явления и характеристики.
Большое значение при определении курса и мест стоянок судов имеют помещенные на картах Таблицы приливов времени полной воды в основных пунктах. Следует обратить внимание на выбор скорости течения по времени и возрасту Луны.
При этом под длиной волны понимается расстояние от одного гребня волны до другого.
Период волны — промежуток времени, за которое волна проходит расстояние, равное ее длине.